# Ezra Ichilov
Ezra Ichilov (hebrejsky: עזרא איכילוב, žil 10. června 1907 – 25. června 1961) byl izraelský politik a poslanec Knesetu za strany Všeobecní sionisté a Liberální strana.

## Biografie
Narodil se ve městě Petach Tikva v tehdejší Osmanské říši (dnes Izrael).

## Politická dráha
Angažoval se v židovském sportovním hnutí Makabi, byl delegátem 19. sionistického kongresu. Vedl zemědělskou asociaci Bnej Binjamin. V roce 1940 byl jedním ze zakladatelů sdružení osadníků z mošavů. V roce 1932 se stal členem ústředního výboru zemědělské asociace Hitachdut ha-Ikarim, pak členem jejího předsednictva a správní rady. V letech 1931–1955 zasedal v samosprávě města Petach Tikva. V roc 1948 vstoupil do strany Všeobecných sionistů.
V izraelském parlamentu zasedl poprvé po volbách v roce 1951, do nichž šel za Všeobecné sionisty. Byl členem výboru pro ústavu, právo a spravedlnost, výboru House Committee a výboru překladatelského. Opětovně byl za Všeobecné sionisty zvolen ve volbách v roce 1955. Byl členem výboru House Committee a výboru pro záležitosti vnitra. Za Všeobecné sionisty uspěl i ve volbách v roce 1959. Zastával post člena výboru pro ekonomické záležitosti a výboru House Committee. V průběhu funkčního období přešel společně se svou stranou do nově utvořené Liberální strany. Zemřel v průběhu výkonu funkce poslance. Jeho poslanecké křeslo již pro blízkost nových voleb nebylo obsazeno.